# Bela IV

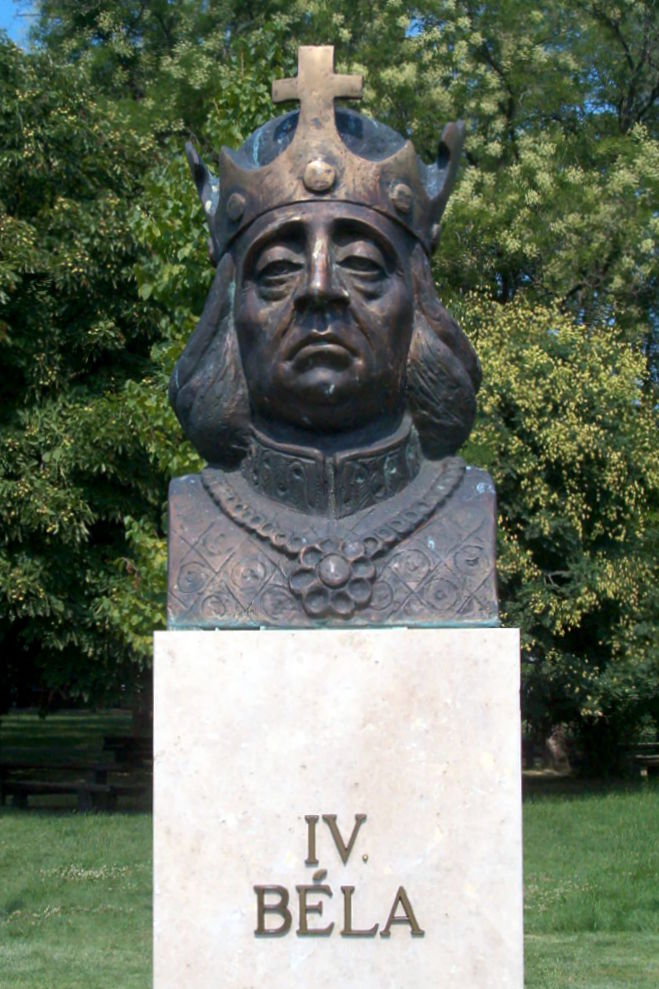
Pomnik Beli IV w Narodowym Parku Historycznym w Ópusztaszer na Węgrzech

Bela IV, węg. IV. Béla (ur. 1206, zm. 3 maja 1270) – król Węgier i Chorwacji w latach 1235–1270 z dynastii Arpadów.

## Życiorys
Bela urodził się w 1206. Był synem króla Andrzeja II. W 1213, gdy miał 7 lat, jego matka, Gertruda z Meran, została zamordowana. Ojciec próbował pomścić żonę, jednak nie powiodło mu się i po jego śmierci w 1235 obowiązek pomszczenia królowej Gertrudy spoczął na Beli, który zrobił to w 1236, 23 lata po śmierci matki.
Po śmierci ojca w 1235 Bela w wieku 29 lat został koronowany na króla Węgier. W trzecim roku jego panowania, w 1238 na Węgry najechało plemię Połowców, którzy uciekali przed hordami Mongołów. Bela obmyślił sojusz z tym barbarzyńskim szczepem, udzielając im azylu w swym państwie oraz wzmacniając przymierze przez ożenek swojego syna, Stefana, z córką chana Połowców, Kutena. Oprócz tego na rozkaz Beli Połowcy zostali ochrzczeni i przyjęli chrześcijaństwo.

### Przed inwazjąMongołów
Z małym powodzeniem Bela próbował przywrócić dawną świetność Węgrom poprzez odzyskanie utraconych terenów. Jego działalność nie podobała się węgierskim możnowładcom i magnatom, kiedy Mongołowie już przemierzali Europę na zachód. W związku z zagrożeniem ze strony hord niepokojowo nastawionych Azjatów Bela rozkazał magnatom, aby zjednoczyli siły i przygotowali się do obrony Węgier przed Mongołami. Wystosował też listy do papieża Grzegorza IX oraz do cesarza Fryderyka II z prośbą o pomoc i wsparcie, lecz nie otrzymał żadnej odpowiedzi.
W 1241 na Węgry najechali Mongołowie. Bela od razu wyruszył ze swoją armią na wojnę z nimi. Stoczył z Mongołami wiele bitew. 11 kwietnia 1241 wojska Beli zmierzyły się z Mongołami w bitwie pod Mohi. Zwyciężyli Mongołowie, co miało wielki wpływ na dalsze losy ich inwazji na Europę. Przed bitwą węgierscy magnaci zamordowali Kocjana, chana Połowców.
W obliczu wielkiego zagrożenia Bela uciekł do Austrii, a potem do Dalmacji, gdzie schronił się w Trogirze.

### Po inwazji Mongołów

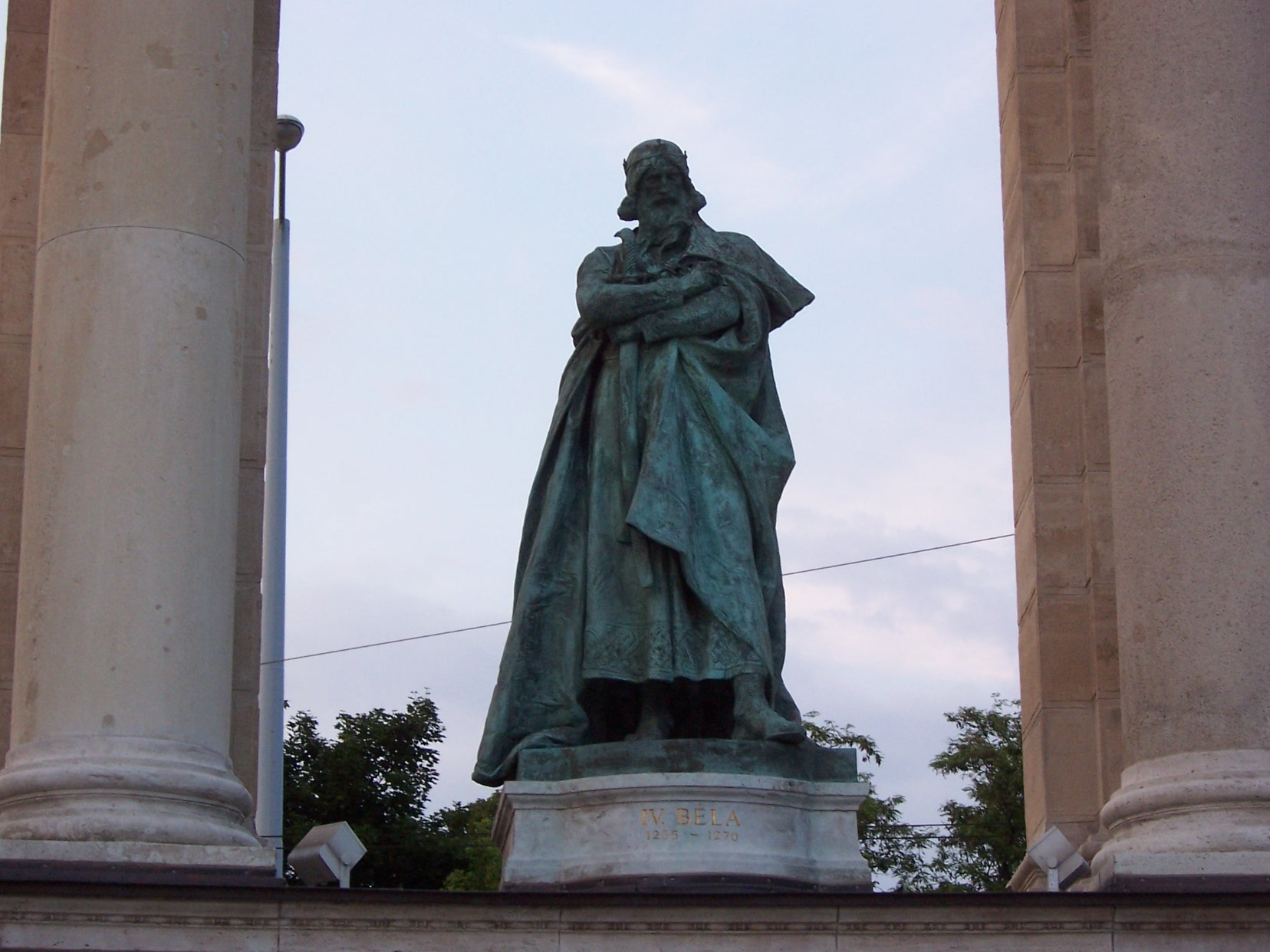
Pomnik Beli IV na Placu Bohaterów w Budapeszcie

Mongołowie wybili prawie połowę populacji Węgier i zrównali z ziemią węgierskie miasta. Byli na Węgrzech ponad rok, dopóki w 1242 dowiedzieli się, że w Mongolii zmarł ich przywódca, Ugedej. Wycofali się z Węgier i Bela powrócił do swego kraju. Po powrocie do władzy Bela rozpoczął odbudowę kraju – w okolicach granic Węgier zbudował bardzo dobrze zorganizowany system fortec i zamków oraz stworzył dużą armię w razie ewentualnego powrotu Mongołów. Odbudował wiele miast i zbudował wiele nowych zamków; właśnie za to otrzymał od historyków przydomek Wielki (węg. Nagy).
Po zakończeniu wojny z Mongołami Bela prowadził jeszcze dwie wojny. W 1242 rozpoczął się konflikt z księciem Austrii i Styrii Fryderykiem II Bitnym z dynastii Babenbergów. Wojna, w której Bela bohatersko zwyciężył, trwała do 1246 gdy pokonał Fryderyka w Bitwie nad Litawą. Drugą wojnę rozpoczął w 1252 z królem Czech Ottokarem II o tereny księstwa Styrii i Austrii, które pragnął opanować. Tę wojnę Bela przegrał, pokonany w bitwie pod Kressenbrun w wyniku czego utracił Styrię.
Ostatnie lata życia Beli zostały „zepsute” przez bunt jego syna Stefana, który zażądał od ojca, aby ten podzielił Węgry na dwa królestwa i oddał mu jedno. Bela, pokonany musiał się na to zgodzić. Stefan i Bela rządzili dwoma niezależnymi państwami – o różnych stolicach i o innej polityce.

W 1267 Bela IV podpisał wraz z synem, Stefanem V tzw. Złotą Bullę, która ustanawiała nowe prawo na Węgrzech, a co najważniejsze, dzieliła społeczność na stan magnacki i stan szlachecki, stwarzała szlachtę węgierską i przyznawała jej bardzo liczne prawa (nawet możliwość wypowiedzenia królowi posłuszeństwa), co jednocześnie ograniczało władzę króla. Dokument ten miał ogromny wpływ na późniejszą historię Węgier
Bela IV zmarł 3 maja 1270, w wieku 64 lat. Jego następcą został jego syn, Stefan V.

## Genealogia
Bela IV miał dwóch synów i osiem córek, z czego dwie zostały później kanonizowane, jedna beatyfikowana, a inne dwie zmarły jeszcze w dzieciństwie. Dwie córki Beli zostały wydane za książąt polskich.
| Bela III król Węgier ur. 1148 zm. 1196 | Bela III król Węgier ur. 1148 zm. 1196 |                                                          |                                                          | Agnieszka de Chatillion księżna Antiochii ur. około 1145 zm. około 1180 | Agnieszka de Chatillion księżna Antiochii ur. około 1145 zm. około 1180 |  |  | Bertold IV Bawarski książę Meranu ur. ??? | Bertold IV Bawarski książę Meranu ur. ??? |                                                   |                                                   | Agnieszka Miśnieńska ur. ??? | Agnieszka Miśnieńska ur. ??? |
|                                        |                                        |                                                          |                                                          |                                                                         |                                                                         |  |  |                                           |                                           |                                                   |                                                   |                              |                              |
|                                        |                                        |                                                          |                                                          |                                                                         |                                                                         |  |  |                                           |                                           |                                                   |                                                   |                              |                              |
|                                        |                                        | Andrzej II król Węgier ur. 1175 zm. 26 października 1235 | Andrzej II król Węgier ur. 1175 zm. 26 października 1235 |                                                                         |                                                                         |  |  |                                           |                                           | Gertruda z Meran królowa Węgier ur. 1185 zm. 1213 | Gertruda z Meran królowa Węgier ur. 1185 zm. 1213 |                              |                              |
|                                        |                                        |                                                          |                                                          |                                                                         |                                                                         |  |  |                                           |                                           |                                                   |                                                   |                              |                              |
|                                        |                                        |                                                          |                                                          |                                                                         |                                                                         |  |  |                                           |                                           |                                                   |                                                   |                              |                              |
|                                        |                                        |                                                          |                                                          |                                                                         |                                                                         |  |  |                                           |                                           |                                                   |                                                   |                              |                              |

|                                                                 |                                                                 | Maria Laskarina 1 ur. około 1206 zm. 1270          | Maria Laskarina 1 ur. około 1206 zm. 1270          | Bela IV król Węgier ur. 1206 zm. 3 maja 1270       | Bela IV król Węgier ur. 1206 zm. 3 maja 1270       |                                                   |                                                   |                                                      |                                                      |
|                                                                 |                                                                 |                                                    |                                                    |                                                    |                                                    |                                                   |                                                   |                                                      |                                                      |
|                                                                 |                                                                 |                                                    |                                                    |                                                    |                                                    |                                                   |                                                   |                                                      |                                                      |
|                                                                 |                                                                 |                                                    |                                                    |                                                    |                                                    |                                                   |                                                   |                                                      |                                                      |
| św. Kinga2 ur. 5 marca 1234 zm. 24 lipca 1292 kanonizowana 1999 | św. Kinga2 ur. 5 marca 1234 zm. 24 lipca 1292 kanonizowana 1999 | Elżbieta3 księżna Dolnej Bawarii ur. 1236 zm. 1271 | Elżbieta3 księżna Dolnej Bawarii ur. 1236 zm. 1271 | św. Małgorzata ur. 1242 zm. 1270 kanonizowana 1943 | św. Małgorzata ur. 1242 zm. 1270 kanonizowana 1943 | Stefan V król Węgier ur. 1240 zm. 6 sierpnia 1272 | Stefan V król Węgier ur. 1240 zm. 6 sierpnia 1272 | Jolenta Helena4 ur. 1244 zm. 1304 beatyfikowana 1827 | Jolenta Helena4 ur. 1244 zm. 1304 beatyfikowana 1827 |
|                                                                 |                                                                 |                                                    |                                                    |                                                    |                                                    |                                                   |                                                   |                                                      |                                                      |
| Konstancja5 księżna halicka ur. zm. po 1287/1288                | Konstancja5 księżna halicka ur. zm. po 1287/1288                | Anna6 ur. 1226 zm. 1270                            | Anna6 ur. 1226 zm. 1270                            | Katarzyna ur. ??? zm. 1242                         | Katarzyna ur. ??? zm. 1242                         | Małgorzata ur. ??? zm. 1242                       | Małgorzata ur. ??? zm. 1242                       | Bela. (syn) ur. ??? zm. ???                          | Bela. (syn) ur. ??? zm. ???                          |

1. córka cesarza nicejskiego, Teodora I Laskarisa;
2. żona Bolesława Wstydliwego, księcia krakowskiego i sandomierskiego;
3. żona Henryka XIII, księcia Dolnej Bawarii;
4. żona Bolesława Pobożnego, księcia Wielkopolski.
5. żona Lwa Halickiego, księcia halicko-wołyńskiego.
6. żona Rościsława Michajłowicza, kniazia halickiego, bana serbskiej Maczwy i Slavonii